# 21528 Крісфауст
21528 Крісфауст (21528 Chrisfaust) — астероїд головного поясу, відкритий 24 червня 1998 року.
Тіссеранів параметр щодо Юпітера — 3,506.